# Quercus trungkhanhensis
Quercus trungkhanhensis — вид рослин з родини букових (Fagaceae).

## Біоморфологічна характеристика
Це дерево заввишки 5–10 метрів. Кора блідо-сіра, з глибокими вертикальними борознами. Молоді гілочки зі зірчастими притиснутими жовтувато-коричневими волосками, потім оголені; є деякі сочевиці. Листки 9–12.5 × 2.5–5.8 см, вічнозелені, шкірясті, яйцюваті або еліптично-яйцюваті; верхівка гостро загострена; основа округла або злегка серцеподібна; край листка зазубрений від 2/3 до 4/5 верхівково; верхня поверхня гола за винятком зірчастих волосків біля основи; нижня поверхня майже гола за винятком стійких волосків у пазухах; ніжка листка 1.8–2.4 см завдовжки, спочатку жовтувато-запушена, потім гола. Жолудь циліндричний, 1–1.5 × 1–1.2 см, з усіченою верхівкою або злегка вдавленою, поодинокі або парні; чашечка жолудя 8–10 мм у висоту й 12–14 мм ушир, луски з чорнуватими загостреними верхівками, запушені з обох боків; жолуді закриті на 1/3 або 1/2 чашечкою.

## Проживання
Ендемік В'єтнаму. Трапляється в субтропічних вічнозелених змішаних лісах на вапнякових ґрунтах.